# Miareczkowanie kulometryczne
Miareczkowanie kulometryczne – metoda chemicznej analizy instrumentalnej, w której punkt równoważnikowy ustala się metodą potencjometryczną, konduktometryczną lub na podstawie zmiany barwy wskaźnika, ale odczynnik nie jest dodawany z biurety, lecz wytwarzany elektrolitycznie. W ten sposób nie potrzeba roztworów mianowanych i jako odczynniki miareczkujące można stosować substancje, których roztwory są nietrwałe i dlatego nie znajdują zastosowania w zwykłej analizie miareczkowej.
Ilość odczynnika oblicza się z czasu i natężenia prądu potrzebnego do osiągnięcia punktu równoważnikowego według prawa Faradaya:
(t * I) / F = liczba gramorównoważników
t – czas (s)
I – natężenie (A)
F – stała Faradaya (96500 C)
Zazwyczaj w ten sposób oznacza się małe ilości substancji, zwracając szczególną uwagę na utrzymanie stałej wartości natężenia prądu. Czas można wyznaczyć posługując się sekundomierzem, ale lepszym rozwiązaniem jest miernik czasu sterowany przepływającym prądem. Dla każdej metody oznaczenia należy wykonać oznaczenie ze znaną ilością oznaczanego składnika, aby ustalić wydajność prądową.